# Телепнёвский сельсовет
Телепневский сельсовет — упразднённая административно-территориальная единица, существовавшая на территории Московской губернии и Московской области до 1939 года.
Телепневский с/с был образован в первые годы советской власти. В 1919 году Телепневский с/с входил в Лучинскую волость Звенигородского уезда Московской губернии.
14 января 1921 года Лучинская волость была передана в Воскресенский уезд
В том же году Телепневский с/с был переименован в Дергайковский с/с, но уже в 1922 году он был переименован обратно.
В 1923 году к Телепневскому с/с был присоединён Ябединский с/с.
По данным 1926 года в состав сельсовета входили деревня Дергайково, деревня Киселево, деревня Леоново, деревня Новоселово, село Телепнево, деревня Ябедино, а также будка, хутор, погост, артель и 2 школы.
В 1927 году из Телепневского с/с был выделен Ябединский с/с.
В 1929 году Телепневский с/с был отнесён к Воскресенскому району Московского округа Московской области.
30 октября 1930 года Воскресенский район был переименован в Истринский район.
17 июля 1939 года Телепневский с/с был упразднён. При этом его территория (селения Дергайково, Киселево, Леоново, Новоселово и Телепнево) была передана Костровскому с/с.